# 斯巴達 (喬治亞州)
斯巴達（英語：Sparta）是一個位於美國喬治亞州漢考克縣的城市。根據2010年美國人口普查，該地共人口1400人，而該地的面積約為4.70平方千米。同時該地也是漢考克縣的縣治。

## 地理
斯巴達的座標為33°17′00″N 82°58′00″W / 33.28333°N 82.96667°W，而該地的平均海拔高度為201米（即660英尺）。